# Рулетт, Фредди
Фредерик Мартин Рулетт (англ. Frederick Martin Roulette), известный как Фредди Рулетт (англ. Freddie Roulette; 3 мая 1939 года, Эванстон, Иллинойс, США — 24 декабря 2022 года, Вальехо, Калифорния, США) — американский блюзовый слайд-гитарист. Номинант Blues Music Awards в номинациях «Альбом-возвращение» (1998), «Блюзовый инструменталист — иной» (1999, 2001). Известен как исполнитель на лэп-стил-гитаре, «музыкант, который помог привнести лэп-стил-гитару, инструмент, долгое время связанный с гавайской музыкой, в блюз, рок и фанк».

## Биография
Фредди Рулетт родился в Эванстоне, Иллинойс в семье выходцев из Нового Орлеана, в старшей школе освоил лэп-стил-гитару. «Я играл поп-музыку 1950-х годов», — сказал Рулетт. «Я был ребенком — я играл фальшивые песни, но дело было не в фальшивости песен, а во всех последовательностях аккордов, которые я практиковал. Я научился играть поп-музыку до того, как начал играть блюз». Автостопом Рулетт добрался до южной части Чикаго, и вскоре стал выступать в клубах Чикаго, уже к 20 годам зарекомендовав себя как сайдмен. Затем ему пришлось прослужить три года в армии, и вернувшись Рулетт в 1965 году вошёл в состав группы Эрла Хукера, гастролировал с ним до 1969 года и записался на нескольких синглах и двух альбомах. В 1969 году познакомился с Чарли Масселуайтом, в том же году записал с ним альбом, а затем перешёл к Масселуайту на постоянную работу в состав группы Chicago Blue Stars, записав ещё два альбома. Затем, вначале 1970-х переехав в Сан-Франциско, играл сначала в группе Лютера Такера, записался с Джоном Ли Хукером, а потом стал играть с 14-летним гитаристом Рэем Броннером в группе Daphne Blue, к которой нередко как во время концертов, так и во время записи, присоединялись такие звёзды блюза, как Кларенс «Гейтмут» Браун, Пайнтоп Перкинс и «Большой лось» Уокер. 
В 1973 году Рулетт выпустил свой дебютный сольный альбом Sweet Funky Steel, который был спродюсирован гитаристом Харви Мэнделом.  В течение следующих 20 лет Рулетт продолжал выступать в клубах с различными музыкантами, иногда возглавляя свою собственную группу и одновременно работая постоянно в качестве управляющего квартирами. В 1995 и 1996 годах Рулетт записал и выпустил ещё два альбома. В 1997 году продюсер Ларри Хоффман привез Рулетта в Чикаго, где Рулетт записал свой альбом 1997 года Back in Chicago: Jammin' with Willie Kent and the Gents, с участием собственно Вилли Кента и гитариста Чико Бэнкса. Альбом был номинирован на Blues Music Awards 1998 года в номинации «Альбом-возвращение», а также был признан журналом Living Blues лучшим блюзовым альбомом 1997 года. После успеха этого альбома Рулетт начал активно выступать на блюзовых фестивалях, и записал альбом 1998 года Spirit of Steel с Holmes Brothers.
В дальнейшем Рулетт продолжал стабильно записываться, играл на многочисленных музыкальных фестивалях на протяжении многих лет, включая Long Beach Blues Festival, San Francisco Blues Festival, и Calgary Folk Music Festival, но в основном выступал в районе Сан-Франциско с Daphne Blue Band. В середине 2000-х несколько раз выступал в Европе. С 2015 года у него начались признаки  деменции, но его выступления продолжались до 2020 года.
Фредди Рулетт умер 24 декабря 2022 года в возрасте 83 лет от осложнений, вызванных деменцией.
«В то время как многие блюзовые гитаристы играют слайдом на стандартной испанской гитаре, мистер Рулетт создал впечатляющий набор звуков, играя на гавайской стил-гитаре, лежащей у него на коленях. Быстро проводя по грифу, он мог вызвать шторм или заставить свой инструмент журчать, как вода, текущая по ручью». 
Кантри и рокабилли музыкант Дек Дикерсон сказал, что: «Его игра была дико вызывающей, почти как вопль или крик. Она вырывалась из него через старую стил-гитару National Lap. Я не думаю, что я когда-либо видел, чтобы кто-то играл на своем инструменте так, как Фредди. За ним было невероятно наблюдать».
«Когда он начал играть на слайд-гитаре, он подражал музыке кантри и вестерн и чувствовал, что инструмент прекрасно впишется в старые блюзовые традиции, которые он адаптировал с большим успехом». 

## Дискография
| Год  | Название | Лейбл                           |
| ---- | --- | ------------------------------- |
| 1970 | Chicago Blue Stars с Чарли Масселуайтом, Скипом Роузом, Луисом Майерсом, Джеком Майерсом, Фредом Белоу, Стивом Каймаком, Харви Мэнделом | Blue Thumb Records              |
| 1973 | Sweet Funky Steel | Janus Records                   |
| 2022 | For Nate Запись 1995 с Рэнди Резником                                                                                                   | Each Hit Music                  |
| 1995 | To Love с Рэнди Резником | Resmo/Night & Day               |
| 1996 | The Psychedelic Guitar Circus с Генри Кайзером, Стивом Каймаком, Харви Мэнделом                                                         | Rykodisc Records                |
| 1997 | Back in Chicago: Jammin' with Willie Kent and the Gents                                                                                 | Hi Horse Records                |
| 1999 | Spirit of Steel | Tradition & Moderne Records     |
| 2000 | Black White & Blue: Daphne Blue Band | Daphne Blue                     |
| 2000 | 10 Picture Disk | Hi Horse Records                |
| 2006 | Man of Steel | Tradition & Moderne Records     |
| 2012 | Jammin' with Friends | Electric Snake                  |
| 2015 | Daphne Blue, The Legendary Blues Instrumentals с участием Эрла Хукера, Рэя Броннера, Пайнтопа Перкинса, Биг Мус Уокера и Buddy Miles    | Steel Blue Records (перевыпуск) |